# 毛翼虎
毛翼虎（1914年4月—2004年7月16日），字觉人。浙江省奉化县岩头乡石门村人。中华民国第一届立法委员（浙江省第二选区）。中国人民政治协商会议全国委员会第六届委员（特别邀请人士组别）、第七届委员（中国国民党革命委员会组别）。

## 生平
毛翼虎是蒋经国的亲舅毛楙卿的族侄。
1934年8月入上海持志学院法律系就读，兼任上海光华书局新儿童文库编辑。1936年12月任宁波律师公会律师。
1938年2月任浙江省立宁波中学国文教员。1939年加入中国国民党。1940年2月起先后担任鄞县政府秘书，奉化县地方行政干部训练所教育长、奉化县政府主任秘书，奉化县立中学校长兼三青团团务、国民党奉化县党部书记长、参议长。1948年任国民政府立法院委员、法制委员会召集人。1949年10月随国民党去定海、台湾。1950年初从台湾转舟山，辗转回到宁波。到苏州入华东革大政治研究院学习。
1951年1月任杭州市人民法院审判员。1952年6月因错判在杭州乔司农场劳动改造，1957年4月被浙江省高级人民法院确认为投诚起义人员，撤销原判，无罪释放。1957年5月起任政协宁波市第二、三、四、五、六届委员会委员、常务委员兼副秘书长。1962年初参加民革，1980年6月起任民革宁波市委会主委、民革浙江省委会副主委、六届民革中央委员、七届和八届民革中央监察委员会常委，兼任民革奉化县委会主委。1992年2月任民革宁波市委会名誉主委。1978年起任政协浙江省第四、五、六、七、八、九届委员会委员，政协浙江省第五届委员会常务委员。政协宁波市第七、八、九、十届委员会副主席，主持宁波市政协文史资料征集和研究工作。1961年至1965年主持了《蒋介石在溪口》的调查走访与撰稿修改工作，最终在1981年全国政协《文史资料选辑》总第73辑上正式发表。动员蒋介石侍从室机要秘书、奉化人汪日章根据亲身经历写下了《西安事变亲历记》，在1979年《浙江文史资料选辑》总第12辑正式发表。主持了1979年始至1981年初对蒋介石父亲蒋肇聪、母亲王采玉身世、行踪的调查，根据第一手材料1982年初整理成文《解开蒋母王采玉身世之谜》，经时任浙江省政协主席何克希批准，1982年12月发表在《浙江文史资料选辑》总第23辑。
1982年2月起任第六、七届全国政协委员。宁波市台联会长。